# Queens of the Stone Age
A Queens of the Stone Age (gyakori rövidítése: QOTSA) amerikai stoner rock, hard rock együttes, amely 1996-ban alakult meg Kaliforniában. Fennállása során gyakori volt a tagcsere, valamint vendégművészek (például: Dave Grohl vagy Billy Gibbons) is zenéltek az együttesben egy-egy album vagy szám erejéig.

## Korai évek
1996-ban a Kyuss felbomlása után, az együttes gitárosa, Josh Homme megalapította a Queens of the Stone Age együttest, mely eredetileg a Gamma Ray nevet viselte. Névcsere azért történt, mert Gamma Ray néven már működött egy német zenekar.
Az első albumot 1998-ban adták ki, a címe pedig megegyezett az együttes nevével. Az album nem hozott nagy áttörést, inkább még útkeresésnek minősült. Az albumon Josh Homme szóló és basszusgitározik is, valamint Alfredo Hernandez dobol. Az albumról az If Only számot adták ki kislemezen, kétszer is. Az első kiadáson az együttes még Gamma Ray néven szerepel.

## Áttörés

### Rated R
Az igazi áttörést a 2000-ben megjelent Rated R album jelentette. Az album címe utal az amerikai cenzor pecsétjére, amellyel a felnőtt tartalommal bíró anyagokat szokták jelölni. Ezen az albumon játszott először Mark Lanegan (ének) és Nick Oliveri (basszusgitár). Az első szám, a Feel Good Hit of the Summer lett a zenekar első népszerű szerzeménye. A szám szövegében hat szó ismétlődik: "nicotine, valium, vicodine, marijuana, ecstasy and alcohol". Az album számaiból két kislemez lett kiadva: a: Lost Art of Keeping a Secret, valamint a Feel Good Hit of the Summer. Az album a brit New Musical Express év végi listáján az első helyre került 2000-ben.

### Songs for the Deaf
A következő, 2002 augusztusában megjelent album, a Songs For The Deaf aratta a QOTSA legnagyobb sikerét mind a kritika, mind az eladások szempontjából, ugyanis közel 1,000,000 példány kelt el belőle világszerte. A lemezen a néhai Nirvana dobosa, aki jelenleg a Foo Fighters énekese, Dave Grohl dobolt, aki szinte önként jelentkezett a feladatra; ugyanis néhány nyilatkozatában kifejezte a QOTSA iránti rajongását, így Homme-nak nem volt nehéz rábírnia a közös albumkészítésre. Mellesleg Grohl szerint a Songs For The Deaf a legjobb album, amin ő közreműködött, amit érdekes hallani egy exnirvanástól. Az album tulajdonképpen egy koncepcióra épül, amit Homme a Palm Deserti sivatagban való autóvezetés közben talált ki, ami nem más mint a vezetés. A lemez játékideje alatt többször hallhatunk bejátszásokat fiktív rádiókból, miközben a sofőr a QOTSA számokat keresi a rádióadók között. A lemez tartalmaz kettő-három rejtett számot. A Mosquito Song-ot és a csak az európai változaton hallható Everyody's Gonna Be Happy című Kinks feldolgozás. Ezen kívül néhány példányon nulladik számként szerepel az A Real Song For The Deaf című szerzemény, ami mindössze egypercnyi csendet tartalmaz.
A No One Knows című dallal jelölték az együttest 2003-ban Grammy-díjra, egy évvel később pedig a Go With the Flow című szerzeménnyel jelölték őket hard rock kategóriában.

## Változások kora

### Lullabies to Paralyze
A Songs for the Deaf után Nick Oliverit kitették a csapatból, főleg a koncertek utáni viselkedésének köszönhetően, és Mark Lanegan is szólókarrierbe kezdett. Dave Grohl visszatért a Foo Fightershez, helyére Joey Castillo került, Troy van Leeuwen gitárosként játszik az albumon - Castilo és van Leeuwen már játszottak az együttessel a korábbi turnékon. Oliveri helyére pedig Alain Johannes szállt be, billentyűsként pedig Natasha Schnieder játszik, így a 2005 tavaszán megjelent Lullabies To Paralyze felvétele szinte az összes korábbi tag lecserélésével zajlott. Ezen az albumon játszik együtt a QOTSA-val a ZZ Top egyik alapítója: Billy Gibbons, valamint Mark Lanegan is beszállt, immáron mint külsős pár dal erejéig, ilyen például a This Lullaby, amelyet ő énekel. Az album zenéjére jellemző a sötétebb, pszichedelikus vonal, amelybe gyakran keverednek bluesos elemek. Ezen az albumon is két rejtett szám található, az európai verzión megtalálható: Like a Drug, valamint a nagy-britanniai kiadáson hallható egy ZZ Top feldolgozás: Precious And Grace. A zenekart 2006-ban is jelölték Grammy-díjra, a Little Sister előadásáért, újra hard rock kategóriában.
A lemez megjelenése után, még 2005-ben kiadtak egy koncert DVD-t, Over the Years, and Through the Woods címmel, amely két londoni koncert anyagát tartalmazza.

### Era Vulgaris
A zenekar ötödik albuma 2007 nyarán jelent meg. A címadó dalt lehagyták a lemezről, amelyet a Nine Inch Nails énekesével, Trent Reznorral vettek fel. Ez az album kissé rádióbarátabb szerzeményeket tartalmaz, amelyek tempójukban inkább a Lullabies to Paralyze számaira hasonlítanak. Új billentyűse lett időközben az együttesnek Dean Fertita személyében, a basszusgitárosi teendőket pedig Michael Shuman látja el. 2008-ban is jelölték őket Grammy-díjra, a Sick, Sick, Sick előadásáért.
2010 nyarán egy ötlettől vezérelve a zenekar tervezni kezdett egy öt estés koncertsorozatot, ahol minden este más-más albumukat adnák elő, valamint már hozzáláttak az új albumhoz is.

## Tagok

### Jelenlegi tagok
- Josh Homme – ének, gitár, zongora (1996–napjainkig), basszusgitár (1996–1998, 2004–2007)
- Troy Van Leeuwen – gitár, lap steel gitár, billentyűk, szintetizátor, ütőhangszerek, háttérvokál (2002–napjainkig), basszusgitár (2005–2006)
- Michael Shuman – basszusgitár, szintetizátor, háttérvokál (2007–napjainkig)
- Dean Fertita – billentyűk, szintetizátor, gitár, ütőhangszerek, háttérvokál (2007–napjainkig)
- Jon Theodore – dobok, ütőhangszerek, sampler (2013–napjainkig)

## Diszkográfia

### Stúdióalbumok
- 1998 – Queens of the Stone Age
- 2000 – Rated R
- 2002 – Songs for the Deaf
- 2005 – Lullabies to Paralyze
- 2007 – Era Vulgaris
- 2013 – ...Like Clockwork
- 2017 – Villains
- 2023 – In Times New Roman...

## Érdekességek
- Bár stoner együttesként van a zenekar elkönyvelve, Homme egy interjúban azt nyilatkozta, hogy ő nem tekinti a QOTSA-t stoner előadónak.
- Nick Oliveri furcsa viselkedése miatt került ki a zenekarból. Nem a koncerteken tapasztalható előadási stílusa miatt - ahol gyakran meztelenül basszusgitározott -, hanem inkább annak köszönhető, hogy a koncertek után, amikor már mindenki lepihent, ő még akkor ment be Josh Homme-hoz, hogy elmondja neki legújabb ötleteit.
- Nem régiben szárnyra kapott az a hír, hogy Nick Oliveri visszatér a Queens of the Stone Age-be. Valóban, Homme és Oliveri egymás között beszélt erről, de komoly szándékról nem volt szó Oliveri esetén.

## Külső hivatkozások
- A zenekar hivatalos oldala

### Lemezismertetők magyarul
- Rated R
- Songs for the Deaf
- Lullabies to Paralyze
- Era Vulgaris